# زیردریایی یو-۷۹۵
زیردریایی یو-۷۹۵ (به انگلیسی: German submarine U-795) یک زیردریایی بود که طول آن ۳۶٫۶۰ متر (۱۲۰ فوت ۱ اینچ) بود. این زیردریایی در سال ۱۹۴۳ ساخته شد.